# 가세다시
가세다시(일본어: 加世田市, かせだし)는 일본 가고시마현에 있었던 시이다.
2005년 11월 7일, 가와나베군 가사사정·오우라정·보노쓰정·히오키군 긴포정이 합병해, 미나미사쓰마시가 되어 소멸하였다.
태평양전쟁 말기에는 마지막 특공대 출격지인 만세 비행장이 후키가미 해변에 있었다.

## 역사
- 1954년 7월 15일 - 가와나베군 가세다정과 반세이정이 신설합병해, 가세다시가 성립하였다.
- 1955년 1월 1일 - 히오키군 다부세촌의 일부를 편입하였다.
- 2005년 11월 7일 - 가사사정·오우라정·보노쓰정·히오키군 긴포정과 합병해 미나미사쓰마시가 성립하였다. 동일 가세다시는 폐지되었다.

## 교통

### 폐선된 철도 노선
- 가고시마 교통 마쿠라사키선 (1948년 3월 18일 폐선)
- 난사쓰철도 반세이선 (1962년 1월 15일 폐선)

### 도로
- 국도 226호선
- 국도 270호선

## 출신

### 정치인
- 고이즈미 준야
- 사메시마 케이히코
- 오쓰지 히데히사
- 오쿠라 리쓰코
- 가미가마 타케히로

### 관료
- 니시 하루히코

### 학자
- 마쓰다 타쓰로

### 의사
- 하무 유이치로

### 스포츠 선수
- 오사코 유야

### 연예인・문화인
- 우토 후미아키
- 다테 다케치요
- 니시오 에미코
- 지엔 카쓰히코

### 군인
- 사메지마 히로이치 (제10대 해군 참모총장, 제9대 통일 막부 의장)

## 참고 문헌
- 角川日本地名大辞典編纂委員会,『角川日本地名大辞典 鹿児島県』1983, 角川書店